# Eudorylaimus meridionalis
Eudorylaimus meridionalis är en rundmaskart som beskrevs av Tjepkema, Ferris, Ferris 1974. Eudorylaimus meridionalis ingår i släktet Eudorylaimus och familjen Dorylaimidae. Inga underarter finns listade i Catalogue of Life.